# Flores de Ávila
Flores de Ávila es un municipio de España perteneciente a la provincia de Ávila, en la comunidad autónoma de Castilla y León. Forma parte de la comarca tradicional de la Moraña y del partido judicial de Arévalo. En 2017 contaba con una población de 321 habitantes. El pueblo cuenta con la pedanía de El Ajo situada 4 kilómetros al norte del centro urbano. Es un típico pueblo de la comarca de la Moraña, rodeado por la estepa cerealística, en el que las antiguas casas de adobe y tapial van siendo sustituidas por las nuevas construcciones, aunque aún puede observarse arquitectura vérnacula castellana.

## Toponimia
Flores de Ávila también ha recibido otros nombres a lo largo de la historia. Nombres, por otro lado, no tan afortunados como el actual, ya que llegó a llamarse Vellacos en una época.

## Geografía
Ubicación
La localidad está situada a una altitud de 895 m s. n. m..
| Noroeste: Paradinas de San Juan (Salamanca) y Rágama (Salamanca) | Norte: Rasueros | Noreste: Mamblas y Cisla |
| Oeste: Cantaracillo (Salamanca)                                  |                 | Este: Muñosancho         |
| Suroeste: Gimialcón                                              | Sur: Salvadiós  | Sureste: Muñosancho      |

En las cercanías del pueblo se encuentra La Atalaya, un cerro de 935 metros desde el que se puede divisar una panorámica de La Moraña, perdiéndose la vista desde los límites de las provincias de Valladolid y Salamanca hasta las sierras del Sistema Central. 
El río Trabancos, afluente del Duero, recorre el término de Flores de Ávila. Se trata de un río estacional, en invierno su caudal es pequeño y en verano nulo, quedándose totalmente seco, por tanto se puede decir que es un río de caudal irregular.

## Demografía
Flores de Ávila cuenta con una población de 270 habitantes (INE 2024).
| Gráfica de evolución demográfica de Flores de Ávila entre 1842 y 2021 |
| |
| Población de derecho según los censos de población del INE. Población de hecho según los censos de población del INE.Entre el censo de 1981 y el anterior, crece el término del municipio porque incorpora a El Ajo. |

## Economía
Los pilares principales de la economía floreña son la ganadería (ganado lanar y vacuno de leche) y la agricultura.

## Monumentos y lugares de interés

### Iglesia de Nuestra Señora Santa María del Castillo

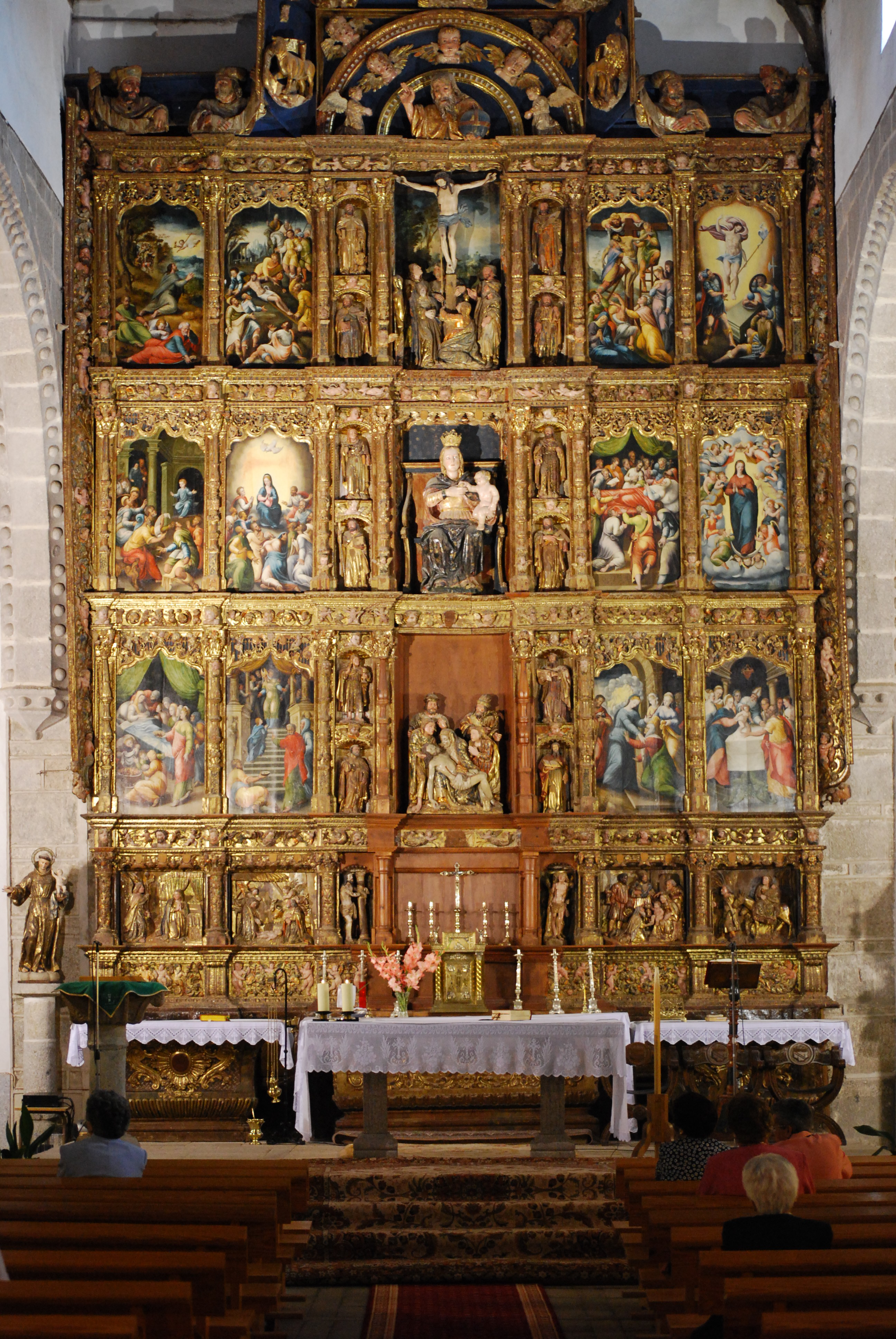
Retablo Mayor de la iglesia de Santa María del Castillo.

El principal monumento de la localidad, construida sobre una ermita anterior de origen mudéjar. De esta última quedan la torre de espadaña empotrada en la torre actual y la portada del muro de mediodía, en la que se mezclan elementos del gótico tardío con otros renacentistas. 
Tiene tres naves, la central de doble anchura que las laterales y de más altura, separadas por cuatro formidables arcos de medio punto que descansan sobre pilares. Los arcos y pilares son de granito y están decorados con basantes o bolas. Es de destacar el retablo mayor, de la misma anchura y altura que la nave central. Es una obra renacentista del siglo XVI, comenzada en 1525. 
Se apoya sobre un zócalo y todo él está tallado en madera estofada y policromada. Consta de tres calles verticales. En la calle central se encuentra la talla policromada de la Virgen en Majestad (Santa María del Castillo), y sobre ella un relieve renacentista que representa un Calvario. La escena tiene numerosos personajes y están tallados con tanto volumen, que más que un relieve parecen esculturas exentas. Las calles laterales tienen excelentes pinturas sobre lienzo, de estilo renacentista, relacionadas con los talleres abulenses del siglo XVI, siendo sus autores Diego de Rosales y su hijo Gabriel Rosales. 
Importantes son las capillas laterales, en las que se encuentran, aparte de numerosas esculturas, principalmente del siglo XVIII, dos crucifijos, uno de transición del románico al gótico (siglo XIII) y otro gótico. 
Un cenotafio, con mosaicos de Sevilla y Talavera (siglo XVI), pone misterio en uno de los laterales de la iglesia.

## Cultura

### Fiestas
Celebra sus fiestas patronales el día 27 de junio, San Zoilo. El 16 de agosto también se celebra San Roque.